# それでも尚、未来に媚びる
それでも尚、未来に媚びる（それでもなお、みらいにこびる）は、日本のインディーズロックバンド。2012年結成。

## 概要
2012年大阪にて結成。「最も無名で最強のライブバンド」通称「それ媚び」。
同年1st Demo「幻と対峙して」を発売。翌年2013年にリリースした1st E.P.『連鎖』は全くの無名で自主盤にも関わらず現在まで3,000 枚以上を売り上げる。バンドの由来は人間、誰しもが抱く細やかな願い、そして訪れる絶望。そんな人間の泥臭くもボーカルのがーこが書いた生々しい思いを綴った言葉と、徹底的に鋭くそして爆発力のあるアレンジ、サウンドが魅力。いくつかのメンバーチェンジを繰り返し、2016年に5人体制となり、関西のみならず、全国的に活動していた。
2021年3月、がーこが適応障害、鬱病、アルコール依存症及び強迫性障害との診断となり、6月7日にて無期限活動休止となった。
2022年12月26日サポートメンバーにギターの中谷龍太郎(FIRE ARROW)、ベースのマーシー(revenge my LOST)、ドラムの豊住ユウタ(SEGARE)が参加し、活動再開。
2024年12月30日寺田町Fireloopの２マンライブにてサポートメンバーだったギターの中谷龍太郎、ベースのノスケ、ドラムのけんてぃが正式加入した。

## メンバー
がーこ (Vocal)
- バンドのオリジナルメンバー。背が高く、伸びかかった黒い前髪が特徴。主に作詞と作曲担当。彼が書いた歌詞は生々しい思いを綴った言葉と、徹底的に鋭くそして爆発力がある。彼の歌声は高いドスが効くような声を持つ。バンドを始める前は寿司屋でバイトをしていた。2021年3月がーこが適応障害、鬱病、アルコール依存症及び強迫性障害との診断となり、6月7日にて無期限活動休止。2022年12月26日にて活動再開。

ロク (Guitar)
- がーこと同じく初期の頃からいた唯一、紅一点のメンバー。身長153cm。黒髪で髪が長く小柄の体格で激しいギタープレイと動きが特徴。がーこと同じく寿司屋でバイトをしていた。

中谷龍太郎(なかたにりゅうたろう) (Guitar)
- 2022年12月26日サポートメンバーとして参加。FIRE ARROWのギタリスト。2019年元メンバーのオイケリョウタ卒業後にサポートメンバーとして参加していた事がある。2024年12月30日寺田町Fireloopの２マンライブにて正式加入。

ノスケ (Bass)
- サポートメンバーを得て、2024年12月30日寺田町Fireloopの２マンライブにて正式加入。

けんてぃ (Drum)
- サポートメンバーを得て、2024年12月30日寺田町Fireloopの２マンライブにて正式加入。

### サポートメンバー
マーシー (Bass)
- 2022年12月26日サポートメンバーとして参加。revenge my LOSTのベーシスト。

豊住ユウタ (Drum)
- 2022年12月26日サポートメンバーとして参加。SEGAREのドラマー。

### 旧メンバー
オイケリョウタ （Guitar&Vocal)
- がーことロク同様、結成当初から所属したメンバー。黒髪とメガネをかけていた。学生時代がーこに勧誘されバンドに加入した。がーことヴォーカルを勤める事もあり、処暑ではギターボーカルと作曲を勤めていた。2019年8月4日梅田Shangri-Laでのワンマンライブをもって卒業。

タケダ （Bass)
- 前任ベーシスト脱退後に加入したメンバー。がーこと同じく背が高く長髪でライブでは左利きでベースを弾き、激しいベースプレイと動きが特徴だった。2018年2月5日をもって解雇。

344 （Drum)
- 前任ドラマー脱退後2015年に加入した。乾いたドラムのリズムと激しいドラムプレイが特徴だった。2021年6月7日をもって脱退。

松本 翔 （Guitar)
- オイケ卒業後に加入したギタリスト。344、井地と共に2021年6月7日をもって脱退。

井地 良太 （Bass)
- タケダ脱退後に加入したベーシスト。2021年6月7日をもって脱退。

## ディスコグラフィ

### 音源
- 1st demo "幻と対峙して"
- それでも尚、未来に媚びる×モケーレムベンベ スプリットCD "にんげんっていいな"
- 1st E.P. "連鎖"
- 2nd demo "共鳴 / 真昼の月
- それでも尚、未来に媚びる×モケーレムベンベ スプリットCD "にんげんっていいな Vol.2"
- 2nd E.P. "逃影"
- 2015年3月22日
- ライブ会場限定single "リフレイン / 青い春"
- 2015年11月29日
- セルフスプリットシングル「&s」
- 2019年8月4日

### シングル
1st single "スーサイド"
- 2018年4月4日

2nd single "セミヌード"
- 2018年11月14日

### ミニアルバム
1st Mini Album "細胞と才能"
- 2016年6月15日
- 初の全国流通盤[1]。

2nd Mini Album "四季、式として"
- 2017年3月8日

### DVD
それでも尚、未来に媚びる 初ONE MAN GIG「幻色シンパシー」ダイジェストLIVE DVD
2019年8月4日